# حزب سرخ (نروژ)
حزب سرخ (به نروژی: Rødt)، یک حزب سیاسی در نروژ است. این حزب، در سال ۲۰۰۷ میلادی، بعد از انحلال خود خواستهٔ  حزب کمونیست کارگری؛ و  اتحاد انتخاباتی سرخ، به منظور گردآوری نیروهای چپ و چپ تندرو از همان محیط‌های قبلی، تشکیل شد. ضمن اینکه تشکیلات جوانان سرخ، به عنوان شاخه جوانان حزب سرخ، باقی ماند و به فعالیت خود ادامه داد.

## وضعیت انتخاباتی

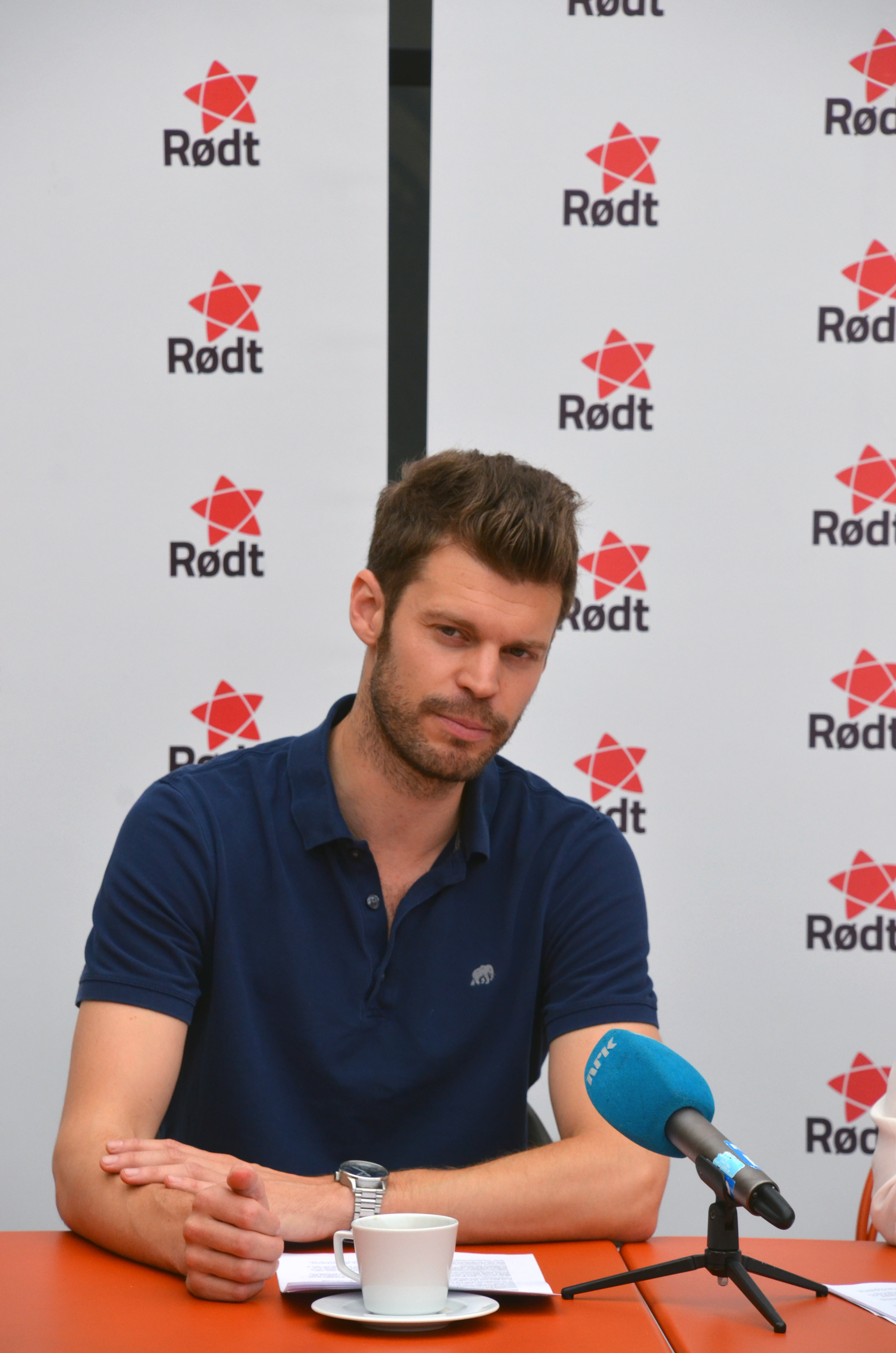
(((((((

در انتخابات پارلمانی سال ۲۰۲۱م، حزب سرخ به یک موفقیت بی‌سابقه دست یافت؛ و برای اولین بار از خط حد نصاب ورود به مجلس ملی نروژ عبور کرد. در مقایسه با سال ۲۰۱۷ م، آرای دریافتی حزب سرخ، از ۲٫۳ درصد به ۴٫۷ درصد افزایش یافت؛ و تعداد نمایندگان
حزب سرخ در مجلس ملی نروژ، از ۱ به ۸ رسید.

در طول دوره مجلس ملی نروژ، بین سالهای ۲۰۱۷ تا ۲۰۲۱م، بیورنار موکسنس، منتخب حوزه انتخاباتی اسلو، تنها نماینده حزب سرخ، در مجلس ملی نروژ بود. در مقایسه با سال ۲۰۱۳م، تعداد آرای دریافتی در سراسر نروژ از ۱٫۳ درصد به ۲٫۴ درصد، در سال ۲۰۱۷م، افزایش داشت. در مقیاس حوزه ای، در مقایسه با سال ۲۰۱۳م، تعداد آرای دریافتی در اسلو از ۳٫۲ درصد به ۶٫۳ درصد در سال ۲۰۱۷م، افزایش یافته بود.
از سال ۲۰۱۲ میلادی، بیورنار موکسنس، رهبری حزب سرخ را بر عهده دارد.

## مسائل اصلی
به ادعای حزب سرخ، همبستگی بین‌المللی، برای حزب، به عنوان یک سازمان سوسیالیستی اهمیتی ویژه دارد؛ و مبارزه با ظلم، جنگ و نژادپرستی محور اصلی برنامه‌های حزب است. از جمله حزب سرخ، خواستار اعطای حق کار، به پناهجویانی است، که در انتظار رسیدگی به پرونده تقاضای پناهندگی خود به سر می‌برند. همچنین این حزب خواستار لغو قانونی است که باز پس‌گیری تابعیت اعطاء شده نروژ را ممکن می‌کند.
در ارتباط با تبعیض اجتماعی؛ و مبارزه با آن، حزب سرخ، قرارداد دیگری را در عوض پیمان منطقه اقتصادی اروپا، پیشنهاد می‌دهد، تا کنترل بهتری بر میزان دستمزدها و شرایط کار اعمال شود. حزب سرخ، خواهان دستمزد برابر، برای کارگران خارجی و نروژی است.
حزب سرخ، از طرح ۶ ساعت کار در روز؛ یا ۳۰ ساعت کار در هفته، حمایت می‌کند. هدف حزب از حمایت ۶ ساعت کار در روز، ایجاد اشتغال برای تعداد بیشتری از افراد جامعه است. ضمن آنکه ۶ ساعت کار روزانه، امکان ترکیب زندگی کاری و خانوادگی را برای اکثریت مردم، تسهیل می‌کند. همچنین حزب سرخ خواستار تقویت و گسترش صنایع سازگار با محیط زیست یا صنایع سبزاست؛ تا به تدریج نیاز به صنایعی که وابسته به سوخت نفتی هستند، رفع شده و این صنایع برچیده شوند. از نظر حزب سرخ، نفتی که استخراج می‌شود یک ماده خام برای تولید است و نباید به عنوان سوخت استفاده شود. حزب سرخ، مخالف ساخت نیروگاه‌های بادی با بیش از ۲ توربین بادی در هر قطعه زمین است.